# Terrassa Padovana
Terrassa Padovana là một đô thị thuộc tỉnh Padova vùng Veneto, located about 40 km về phía tây nam của Venezia và cách khoảng 20 km về phía nam của Padova. Tại thời điểm ngày 31 tháng 12 năm 2004, đô thị này có dân số 2.321 người và diện tích 14,7 km².
Terrassa Padovana giáp các đô thị: Arre, Bovolenta, Candiana, Cartura, Conselve.